# Simitidion lacuna
Simitidion lacuna là một loài nhện trong họ Theridiidae.
Loài này thuộc chi Simitidion. Simitidion lacuna được Jörg Wunderlich miêu tả năm 1992.